# Вярност (филм)
„Вярност“ е български 2-сериен телевизионен игрален филм (драма) от 1980 г. на режисьора Светослав Тодоров. Сценарият е на Ата Сарайдарова. Оператор е Яцек Тодоров. Музиката във филма е композирана от Стефан Димитров.

## Серии
- I част – „Вярност“ – 53 минути
- II част – „Вярност“ – 51 минути

## Любопитно
- Посветен на 35-годишнината от създаването на Гранични войски и на загиналите в Сарабурунската битка.
- Работно заглавие – „Какво е за вас границата“

- Песента „Живот“ се изпълнява от Вили Кавалджиев

## Актьорски състав
| В главните роли              | Изпълнител         |
| ---------------------------- | ------------------ |
| Лиляна Томова, журналистка   | Искра Радева       |
| Петър, командир на заставата | Явор Милушев       |
| Казепов, царски офицер       | Иван Чаушев        |
| редник Иван Станчев          | Вихър Стойчев      |
| леля Мария – майката на Иван | Гинка Станчева     |
| офицер                       | Иван Джамбазов     |
| Горанов, предателя           | Димитър Стефанов   |
| съпругата на овчаря Петко    | Белла Цонева       |
|                              | Георги Иванов      |
|                              | Красимир Обретенов |
|                              | Деян Генчев        |
|                              | Георги Димитров    |
|                              | Ирина Росич        |
|                              | Латинка Козалиева  |
|                              | Явор Спасов        |
|                              | Валентин Тодоров   |
|                              | Венцислав Колев    |
|                              | Иван Станев        |
|                              | Стефчо Калайджиев  |
| Михайлов                     | Марин Янев         |
|                              | Иван Златарев      |
|                              | Владимир Русинов   |
|                              | Павел Дойчев       |
|                              | Любомир Стефанов   |
|                              | Недялко Недев      |
|                              | Георги Георгиев    |